# Albibarbefferia quadrimaculata
Albibarbefferia quadrimaculata là một loài ruồi trong họ Asilidae. Albibarbefferia quadrimaculata được Bellardi miêu tả năm 1861. Loài này phân bố ở vùng Tân nhiệt đới.